# ハビエル・バラス・エレラ
ハビエル・バラス・エレラ（Javier Varas Herrera、1982年9月10日 - ）は、スペイン・セビリア出身のサッカー選手。ポジションはGK。

## 経歴
20歳を過ぎるまでアンダルシア州内のアマチュアクラブでプレーし、2003年にセビージャFCと契約してBチームのセビージャ・アトレティコでプレーした。2003-04シーズンはサン・ホセに、2004-05シーズンはCDアルカラにレンタル移籍し、2006-07シーズンは13試合に出場し、クラブ初のセグンダ・ディビシオン（2部）昇格に貢献し、その後はトップチームの練習にも招集されるようになった。2008年夏にはトップチームのダビド・コベーニョがラーヨ・バジェカーノに移籍し、バラスは明確にアンドレス・パロップの控えという地位に昇格した。2009年1月17日、CDヌマンシア戦でプリメーラ・ディビシオン（1部）デビューを飾った。同年10月から11月にかけてパロップが負傷したため、バラスが代役として先発出場すると、出場した4試合でUEFAチャンピオンズリーグ・VfBシュトゥットガルト戦(3-1)での1失点しか許さなかった。
2010-11シーズン中盤戦以降はパロップを控えに追いやってレギュラーポジションを獲得し、リーグ戦21試合に出場した。2011年夏のマルセリーノ・ガルシア・トラル監督就任後もレギュラーを維持し、10月2日のアトレティコ・マドリード戦ではラダメル・ファルカオやホセ・アントニオ・レジェスのシュートをセーブして勝ち点1獲得につなげ、10月17日のスポルティング・デ・ヒホン戦でもオスカル・トレホやアルベルト・ボティアの決定機を防いだ。10月22日のFCバルセロナ戦では、それまでのリーグ戦7試合26得点のリーグ王者を相手に90分間無失点で凌いだ。後半ロスタイムのリオネル・メッシのPKを含む7本のシュートをセーブし、0-0の引き分けに持ち込むマン・オブ・ザ・マッチ級の活躍を見せた。しかし、2012年2月6日にマルセリーノが解任されてミチェル監督が就任するとパロップに再び定位置を奪われるようになった。さらに5月22日にはビジャレアルCFで長く守護神を務めてきたディエゴ・ロペスが加入し一転して立場が危うくなってしまった。
7月3日、5シーズンぶりに1部昇格を果たしたセルタ・デ・ビーゴへ1年間の期限付きで移籍。正GKを守り抜き、17位での残留に貢献した。シーズン終了後にセビージャに復帰するが、レアル・マドリードに移籍したロペスの後釜として加入したベトに定位置を譲り、ベンチを温める試合が多くなった。
2014年8月25日、セグンダ・ディビシオンに降格したレアル・バリャドリードへ完全移籍。
2015年7月12日、フリートランスファーでUDラス・パルマスと2年契約を結んだ。
2016年から2シーズンはグラナダCFでプレー。2019年2月17日、ロベルト・サンタマリア、アレクサンダル・ヨヴァノヴィッチに次ぐ第3GKとして、SDウエスカと契約した

## タイトル
- セビージャFC
  - UEFAヨーロッパリーグ 2013-14